# Villa flavocostalis
Villa flavocostalis är en tvåvingeart som beskrevs av Joseph Hannum Painter 1926. Villa flavocostalis ingår i släktet Villa och familjen svävflugor. Inga underarter finns listade i Catalogue of Life.